# 태국-캄보디아 전화 통화 유출
태국-캄보디아 전화 통화 유출은 2025년 6월 18일 태국과 캄보디아 양국 정상 간의 전화 통화 녹음본이 유출된 사건이다.

## 전개
2025년 6월 15일, 태국 총리 패통탄 친나왓은 2025년 캄보디아-태국 국경 위기의 평화적 해결을 논의하기 위해 캄보디아 상원 의장이자 전 총리인 훈 센과 17분간 비공개 전화 통화를 했다. 프놈펜 부지사 클레앙 후옷이 통화에서 통역을 맡았다.
2025년 6월 18일, 통화 녹음본 9분이 유출되었다. 같은 날 늦게, 훈 센은 전체 대화를 녹음했으며 자신의 페이스북 페이지에 게시했다고 확인했다.
전화 통화에서 패통탄은 훈 센을 "삼촌"이라고 불렀는데, 이는 훈 센이 그녀의 아버지인 탁신의 오랜 친구이기 때문이다. 패통탄은 훈 센에게 "조카에게 연민을 가져달라"(เห็นใจหลานหน่อยเถอะ)고 요청했으며, "태국 사람들이 나보고 그냥 캄보디아 총리가 되라고 한다"(คนไทยไล่เราให้ไปเป็นนายกฯ ที่เขมรหมดแล้ว)고 말했다. 그리고 그녀는 훈 센에게 필요한 모든 것을 처리해주겠다고 제안했다.
패통탄은 이어서 태국 군 사령관인 분신 파드클랑이 "멋있어 보이려고" 국가에 도움이 되지 않는 말을 한다고 말했다. 그녀는 또한 사령관을 "반대편"의 일부라고 언급했다.

## 반응 및 여파
이 유출은 태국에서 패통탄에 대한 광범위한 비난으로 이어졌다. 이는 집권 연합에서 품자이타이당의 사퇴로 이어졌고, 2025년 태국 정치 위기를 촉발했다.
2025년 6월 23일, 태국 증권거래소 지수는 5년여 만에 최저점인 1,063포인트 미만을 기록했다.
2025년 7월 1일, 패통탄은 전화 유출로 인해 태국 헌법재판소에 의해 직무 정지되었으며, 총리직 해임을 요구하는 소송이 계류 중이다.